# Рушковский, Николай Николаевич
Никола́й Никола́евич Рушко́вский (укр. Мико́ла Микола́йович Рушко́вський; 11 мая 1925, Москва — 5 декабря 2018, Киев) — советский и украинский актёр театра и кино, театральный педагог, ветеран Великой Отечественной войны. Народный артист Украинской ССР (1969).

## Биография
Николай Рушковский родился в Москве, участвовал в Великой Отечественной войне. В 1952 году окончил Школу-студию МХАТ, курс Иосифа Раевского, и был принят в труппу Киевского театра русской драмы им. Леси Украинки.
С 1963 года — педагог, а затем и художественный руководитель русскоязычного актёрского курса (13 выпусков) Киевского института театрального искусства им. И. К. Карпенко-Карого, с 1976 года — профессор.

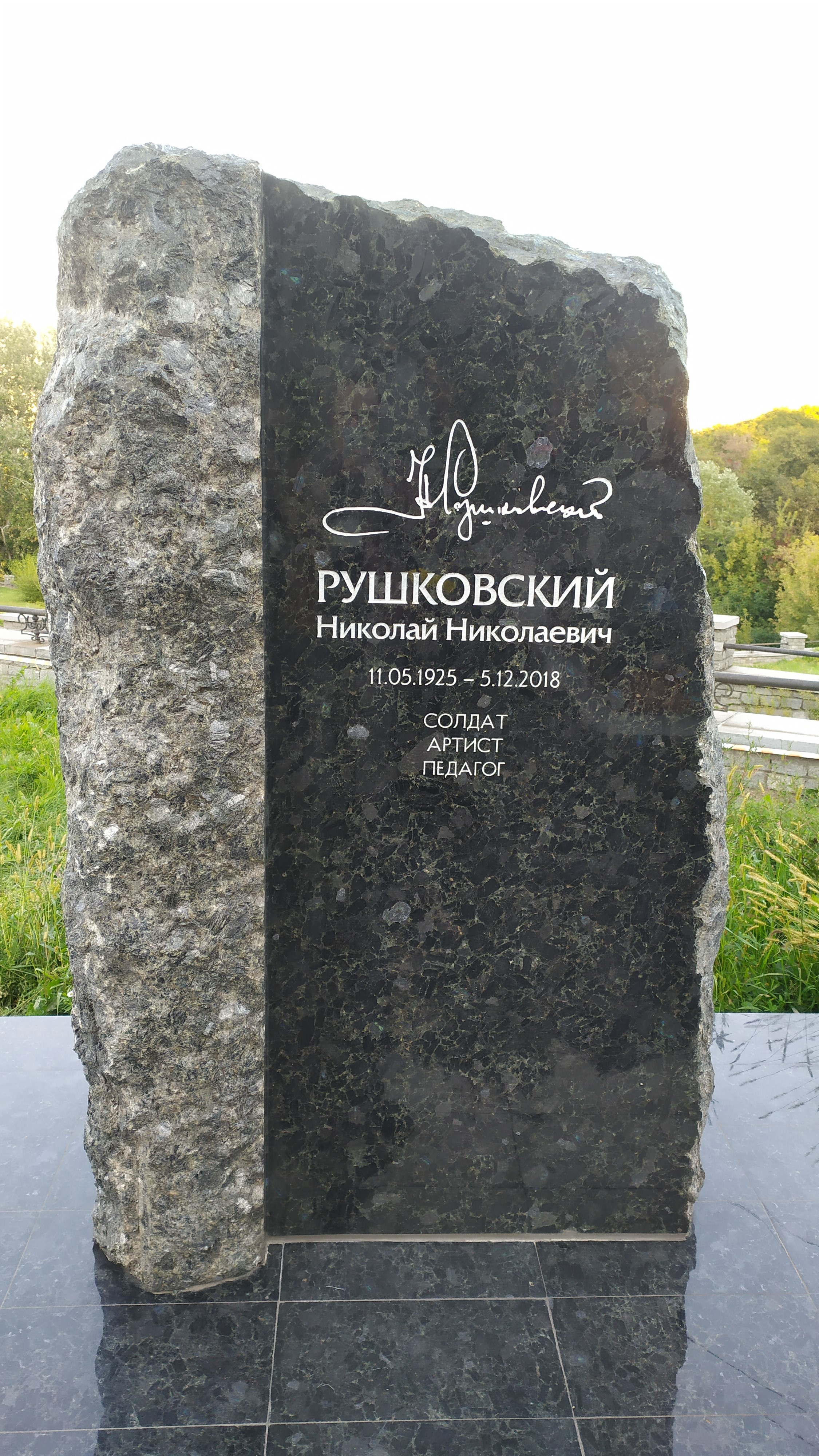
Могила Николая Рушковского, Байково кладбище, Киев

Среди его учеников:  Наталья Кудрявцева, Юрий Черницкий, Игорь Афанасьев, Валерий Легин, Александр Колбышев, Игорь Славинский, Александр Крыжановский, Ксения Николаева, Сергей Сипливый, Ольга Сумская, Лев Сомов, Наталья Доля, Игорь Рубашкин, Дмитрий Суржиков, Сергей Стрельников, Екатерина Кистень, Артём Емцов и др.
Более десяти лет возглавлял Киевское отделение Союза театральных деятелей Украины. Один из организаторов театральной премии «Киевская пектораль», Нового драматического театра на Печерске, Мастерской театрального искусства «Созвездие».
В последний раз вышел на сцену 25 ноября 2018 года в спектакле «Насмешливое моё счастье», в финале которого неудачно упал и сломал бедро. Организм 93-летнего актёра не перенёс сложнейшую операцию, и 5 декабря Николай Николаевич Рушковский скончался в больнице «Феофания». Похоронен 7 декабря 2018 года на центральной аллее Байкового кладбища.

## Творчество

### Роли в театре
- 1947 — «Хождение по мукам»
- 1948 — «Овод»
- 1951 — «Рассвет над Москвой»
- 1952 — «Мёртвые души»
- 1952 — «Бронепоезд 14-69»
- 1952 — «Маскарад»
- 1952 — «Новые времена»
- 1953 — «Весна в Москве»
- 1953 — «Золотая чума (Измена нации)»
- 1953 — «Раки»
- 1953 — «К новому берегу»
- 1954 — «Стрекоза»
- 1954 — «Дочь прокурора»
- 1954 — «Ромео и Джульетта»
- 1954 — «Гаити»
- 1955 — «Годы странствий»
- 1955 — «Давным-давно»
- 1955 — «В добрый час»
- 1955 — «Три сестры»
- 1955 — «Олеко Дундич»
- 1956 — «Гибель эскадры»
- 1956 — «Когда цветёт акация»
- 1956 — «Деревья умирают стоя»
- 1957 — «Рассвет над морем»
- 1958 — «В поисках радости»
- 1958 — «Такая любовь»
- 1959 — «Товарищи романтики»
- 1959 — «Юность Поли Вихровой»
- 1959 — «Соло на флейте»
- 1959 — «Песня под звёздами»
- 1960 — «Иркутская история»
- 1960 — «Забавный случай»
- 1961 — «Проводы белых ночей»
- 1961 — «Океан»
- 1961 — «Четвёртый»
- 1962 — «Друзья и годы»
- 1962 — «Центр нападения умрёт на рассвете»
- 1962 — «Перед ужином»
- 1963 — «Нас где-то ждут»
- 1963 — «Киевская тетрадь»
- 1963 — «Иду на грозу»
- 1964 — «Бессмертная лира поэта»
- 1964 — «Платон Кречет»
- 1964 — «В день свадьбы»
- 1964 — «Чти отца своего»
- 1965 — «Дачники»
- 1965 — «Кто за? Кто против?»
- 1965 — «Дон Карлос»
- 1966 — «Поднятая целина»
- 1966 — «Насмешливое моё счастье» Л. Малюгина; режиссёр — Михаил Резникович — Александр Павлович Чехов
- 1966 — «Встречи поздние и ранние»
- 1966 — «Хождение по мукам»
- 1967 — «Традиционный сбор»
- 1967 — «Разлом»
- 1967 — «Брак по конкурсу»
- 1968 — «Большевики»
- 1968 — «Странная миссис Сэвидж»
- 1969 — «Первый удар»
- 1969 — «На всякого мудреца довольно простоты»
- 1969 — «Правду! Ничего, кроме правды!!!»
- 1970 — «Есть такая партия!»
- 1970 — «Разгром»
- 1971 — «Кто-то должен…»
- 1971 — «Великоманиев»
- 1971 — «Человек со стороны»
- 1972 — «Самый последний день»
- 1972 — «Второе свидание»
- 1973 — «Бесприданница»
- 1973 — «Транзит»
- 1974 — «…и земля скакала мне навстречу!»
- 1974 — «Последние дни»
- 1974 — «Генерал Ватутин»
- 1974 — «Вечерний свет»
- 1975 — «Русские люди»
- 1975 — «Интервью в Буэнос-Айресе»
- 1977 — «Долгожданный»
- 1978 — «Будьте здоровы»
- 1978 — «Отелло»
- 1979 — «Надеяться»
- 1979 — «Кафедра»
- 1980 — «Вишнёвый сад»
- 1981 — «Прошу занести в стенограмму»
- 1982 — «Поздняя любовь»
- 1982 — «Не был… не состоял… не участвовал»
- 1983 — «Филумена Мартурано»
- 1984 — «Печка на колесе»
- 1984 — «Я пришёл дать вам волю»
- 1985 — «ОБЭЖ»
- 1985 — «Тёплый пепел»
- 1986 — «Хищники»
- 1988 — «Цена»
- 1989 — «Событие»
- 1992 — «Приглашение в замок» Ж. Ануя; режиссёр — Владислав Пази — Роменвиль
- 1992 — «Метеор»
- 1992 — «Веселись, когда велят»
- 1993 — «Молодые годы короля Людовика XI»
- 1995 — «Маленькая девочка»
- 1995 — «Ревность»
- 1995 — «Школа скандала» Р. Шеридана; режиссёр — Михаил Резникович — Ричард Рэвлин
- 1997 — «Возвращение в Сорренто»
- 1997 — «Королевские игры»
- 2001 — «И всё это было… и всё это будет…»
- 2001 — «Долетим до Милана»
- 2003 — «Насмешливое моё счастье» Л. Малюгина; режиссёр — Михаил Резникович — Александр Павлович Чехов
- 2006 — «Завещание целомудренного бабника» А. Крыма; режиссёр — Виталий Малахов — Дон Жуан
- 2010 — «Вишнёвый сад» А. Чехова; режиссёр — Аркадий Кац — Фирс, лакей, старик
- 2011 — «Квартет» Р. Харвуда; режиссёр — Ю. Аксёнов — Реджинальд Пейджет

### Фильмография
1. 1957 — Рождённые бурей — Заремба, поручик польского легиона
2. 1958 — Простая вещь — эпизод
3. 1960 — Роман и Франческа — Карлино Чезарини
4. 1962 — Среди добрых людей — Аркадий, муж Ольги
5. 1964 — Выстрел в тумане — Мезенцев
6. 1964 — Сон — граф Виельгорский
7. 1964 — Ключи от неба — генерал-майор
8. 1965 — Хочу верить — сотрудник газеты
9. 1969 — Освобождение (Фильм 2-й «Прорыв») — Кирилл Москаленко, генерал-полковник
10. 1970 — Море в огне — эпизод
11. 1971 — Всего три недели... — Фёдор Павлович
12. 1975 — Ворота для дома (Чехословакия)
13. 1976 — Город с утра до полуночи — фронтовик
14. 1977 — Солдаты свободы — Кирилл Москаленко, генерал-полковник
15. 1977 — Такая она, игра — Игорь Нестерович, директор авиазавода
16. 1980 — Дождь в чужом городе — Геннадий Алексеевич, главный конструктор
17. 1981 — Второе рождение (1-я серия) — Дмитрий Зотович Кедрин, друг покойного отца Русанова
18. 1983 — Женские радости и печали — адмирал
19. 1984 — Тепло студёной земли — член комиссии (в титрах не указан)
20. 1984 — Ускорение — Пронченко
21. 1985 — Мы обвиняем — Сайрус Итон, общественный деятель
22. 1989 — Утреннее шоссе — Серафим
23. 1994 — Долой стыд! — председательствующий на собрании
24. 1995 — Осторожно! Красная ртуть! — Тимофей Петрович, главный инженер «Атоммаша»
25. 2005 — Миф об идеальном мужчине. Детектив от Татьяны Устиновой — эпизод
26. 2009 — Осенние цветы — Павел Петрович

### Озвучивание
- 1973 — Телефон полиции — 110 — Хюбнер
- 1975 — Тайны мукама
- 2006 — Аудиокнига по пьесам М. А. Булгакова: «Дни Турбиных», «Кабала святош», «Александр Пушкин», «Дон Кихот», «Мёртвые души»

## Признание и награды
- Заслуженный артист Украинской ССР
- 1960 — Орден «Знак Почёта» (24 ноября 1960 года) — отмечая выдающиеся заслуги в развитии советской литературы и искусства и в связи с декадой украинской литературы и искусства в гор. Москве[5]
- 1969 — Народный артист Украинской ССР
- 1983 — Государственная премия УССР имени Т. Г. Шевченко — за создание образов советских современников в спектаклях «Предел спокойствия», «Кафедра», «Тема с вариациями» в КАТРД имени Леси Украинки
- 1985 — Орден Отечественной войны II степени (11 марта 1985 года)
- 1993 — Лауреат премии «Киевская пектораль» в категории «Лучшая мужская роль» (лорд Честерфильд в спектакле «Когда лошадь теряет сознание»)
- 2000 — Орден «За заслуги» ІІІ степени (25 марта 2000 года) — за весомый личный вклад в развитие украинского театрального искусства, высокий профессионализм[6]
- 2004 — Орден Дружбы (15 января 2004 года, Россия) — за большой вклад в развитие искусства и укрепление российско-украинских культурных связей[7]
- 2006 — Лауреат премии «Киевская пектораль» в категории «За весомый вклад в театральное искусство»
- 2013 — Медаль Россотрудничества «За укрепление мира и сотрудничества»[8]
- 2015 — Орден князя Ярослава Мудрого V степени (27 июня 2015 года) — за значительный личный вклад в государственное строительство, социально-экономическое, научно-техническое, культурно-образовательное развитие Украины, весомые трудовые достижения и высокий профессионализм[9]